# Agaricus
Agaricus (agárico) é um grande e importante gênero de cogumelos, contendo tanto espécies comestíveis como venenosas, possivelmente com mais de 300 membros em todo o mundo. O gênero inclui o cogumelo comum ("botão" ou champignon de Paris, Agaricus bisporus) e o cogumelo do campo (Agaricus campestris), que é o cultivo dominante de cogumelos no Ocidente.
As espécies de Agaricus apresentam geralmente frutificações carnosas, maioritariamente de tamanho médio a grande; o chapéu  é hemisférico inicialmente, depois convexo e finalmente mais ou menos aplanado ou ligeiramente deprimido, de cor esbranquecida  ou parda. O pé é cilíndrico e tanto regular como engrossado ou atenuado para a base; sempre porta um anel, mais ou menos desenvolvido, que pode ser persistente ou caduco e se separa com facilidade da carne do chapéu.

## Filogenética
O uso da análise filogenética para determinar as relações evolutivas entre as espécies do gênero Agaricus tem aumentado o conhecimento deste gênero taxonomicamente confuso, apesar de que muito trabalho ainda precise ser feito para delinear a relações infragenéricas. Antes dessa s análises, o gênero, circunscrito por Rolf Singer (1986), era dividido em 42 espécies agrupadas em cinco seções baseadas nas reações do tecido fúngico com o ar ou outros reagentes químicos, assim como diferenças na morfologia. Análises de polimorfismo de longitude de fragmentos de restrição demonstraram que este esquema classificatória precisa de revisão.

### Seções
O gênero é dividido em várias seções:
- Seção Agaricus
- Seção Arvense Konrad & Maubl.

Contêm 19 espécies em seis subgrupos similares ao A. arvensis, e com ciclo de vida heterotálico.
- Seção Xanthodermatei Singer.

Definido por Singer em 1948, esta seção inclui espécies com várias características similares a espécie-tipo A. xanthodermus. A seção forma um único clado baseado em análise de ITS1+2.
- Seção Chitonioides Romagn.
- Seção Sanguinoletti (Jul. Schaff. & F. H. Möller) Singer.
- Seção Spissicaules (Hainem.) Kerrigan
- Seção Duploannulatae Wasser ex Wasser

Baseada em análises de sequências de DNA, a seção Duploannulatae (também conhecida como Hortenses) pode ser dividida em seis clados distintos, cinco dos quais correspondem a espécies bem definida do hemisfério norte: A. bisporus, A. subfloccosus, A. bitorquis, A. vaporarius e A. cupressicola. O sexto clado compreende o complexo de espécies A. devoniensis.